# سنينة (سن)
السُّنَيْنَة هي نتوءات صغيرة على السن تعمل على إعطاء السن حافة مسننة. تُستخدم خصائص السُّنينات في علم الأحافير مثل الحجم والكثافة (الأسنان لكل وحدة مسافة) لوصف وتصنيف الأسنان المتحجرة وخاصة الخاصة بالديناصورات. توجد السُّنينات أيضًا على أسنان السحالي والثديات والقرش. يستخدم المصطلح أيضًا لوصف أسنان المبرد المماثلة للرخويات.

## الصور

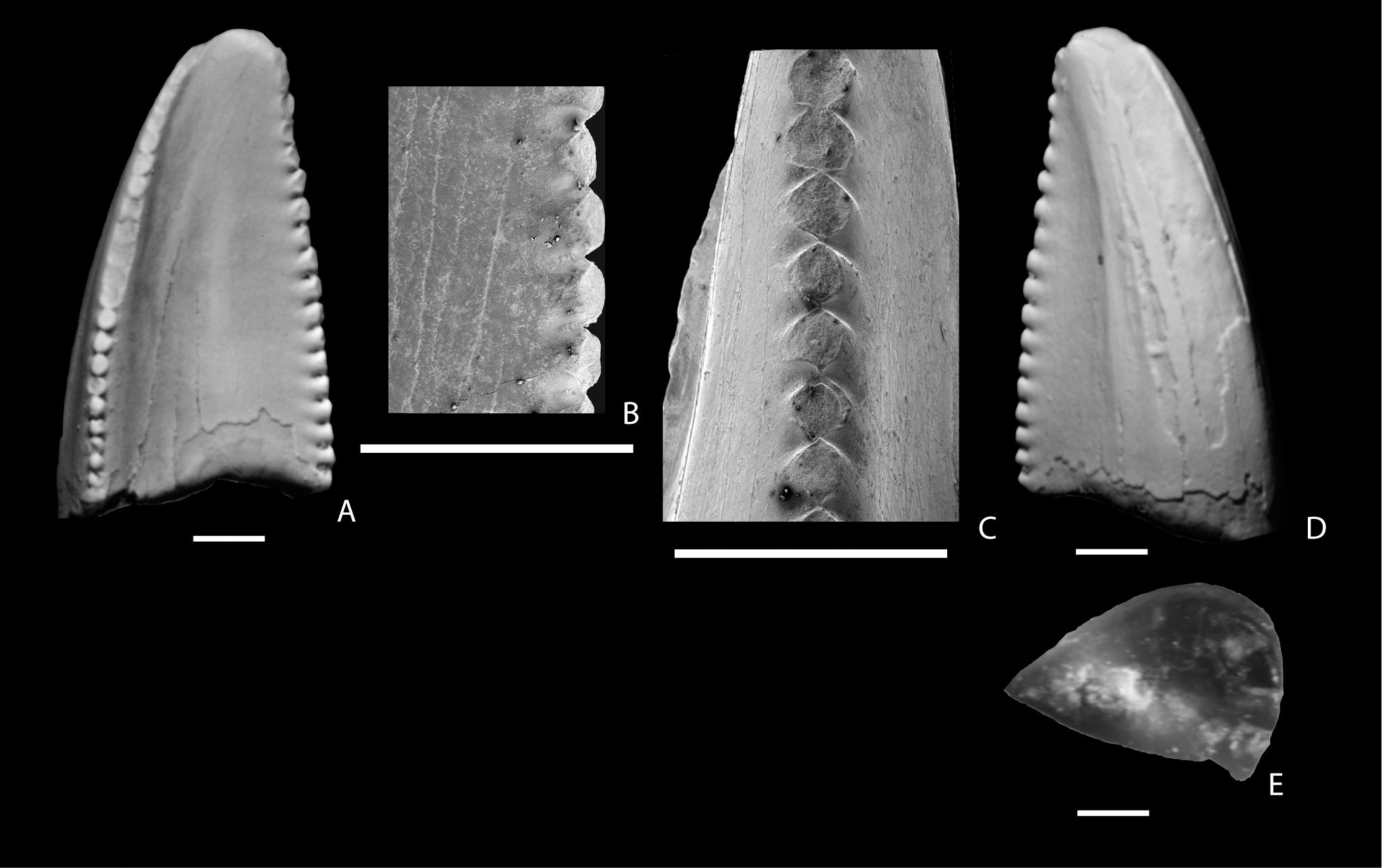
أسنان درومايوصوريات ذوات سنينات على طول حافة القطع. أشرطة مقياس هي 1 مم.
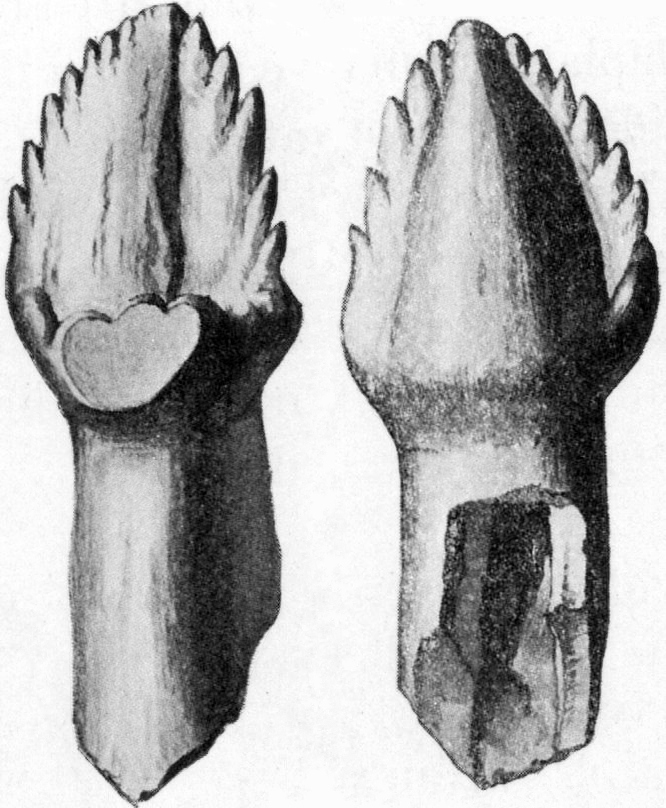
أسنان أنكيلوصور ذات سنينات كبيرة.
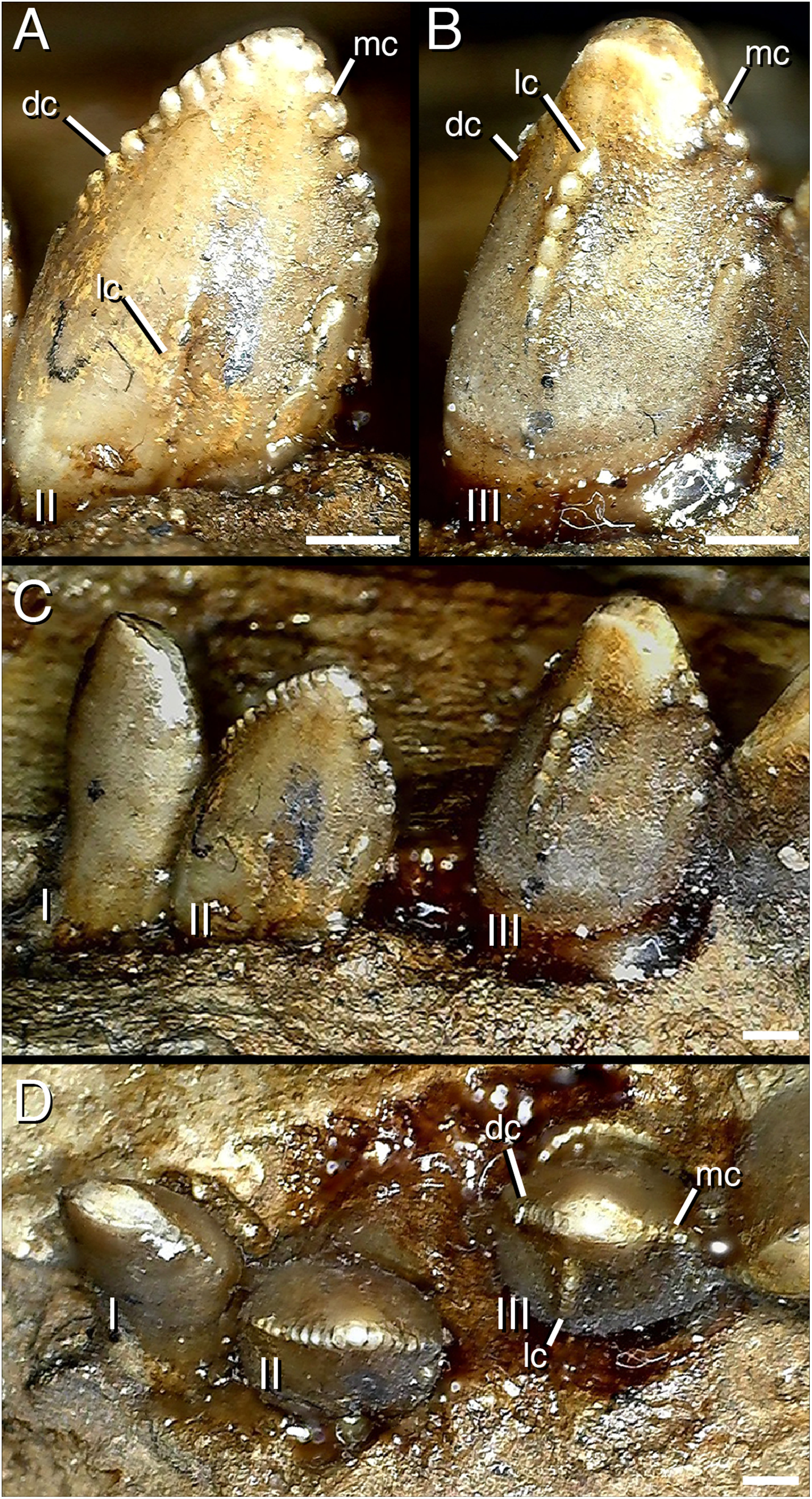
أسنان Segnosaurus تتميز بصف ثلاثي من السنينات.